# 首陀罗

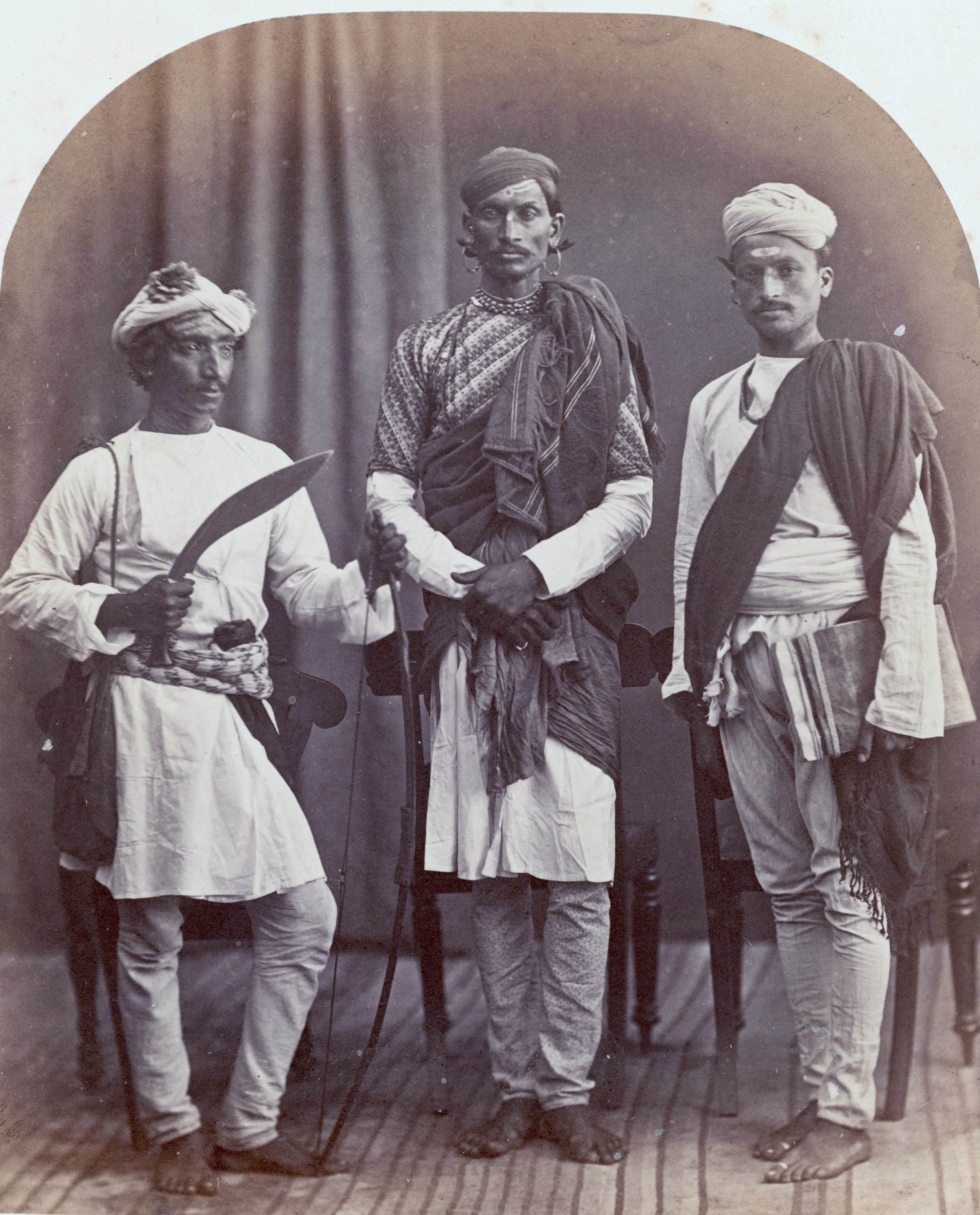
图中右一者为一名首陀罗种姓的男子

首陀罗，又譯戍陀罗，是印度教种姓制度的第四階級，最早可以被追溯到《梨俱吠陀》的原人歌，在《摩奴法論》中也有他們的特殊規定。这个种姓由農民、高级佣人和工匠组成，是人口最多的种姓（佔人口50%）。
在《摩奴法論》及之後的文獻，建立了四個種姓的社會階級理論，在這個理論中，首陀羅是最低層級的種姓。根据《摩奴法典》，首陀罗女子与婆罗门男子生下的女性后代，再与婆罗门男子生下后代，如是七代，可以将首陀罗种姓提升至婆罗门。西方學術界認為，首陀罗是由被雅利安人打敗的達羅毗荼人構成。
《摩奴法典》認為支那人等外國人，原起源於剎帝利，因為缺乏婆羅門的引領，衰弱成為首陀羅。
後來因為印度東部反婆羅門教的不同教派興起，首陀羅地位得以提升，原來從事的卑賤污穢的工作，由各種賤民填補，賤民被称为不可接触者（untouchables）。賤民以旃荼罗（caṇḍāla）和班吉（除糞者）為代表，旃荼罗（或稱旃陀罗）多从事屠夫和刽子手等职业。